# Villanova Marchesana

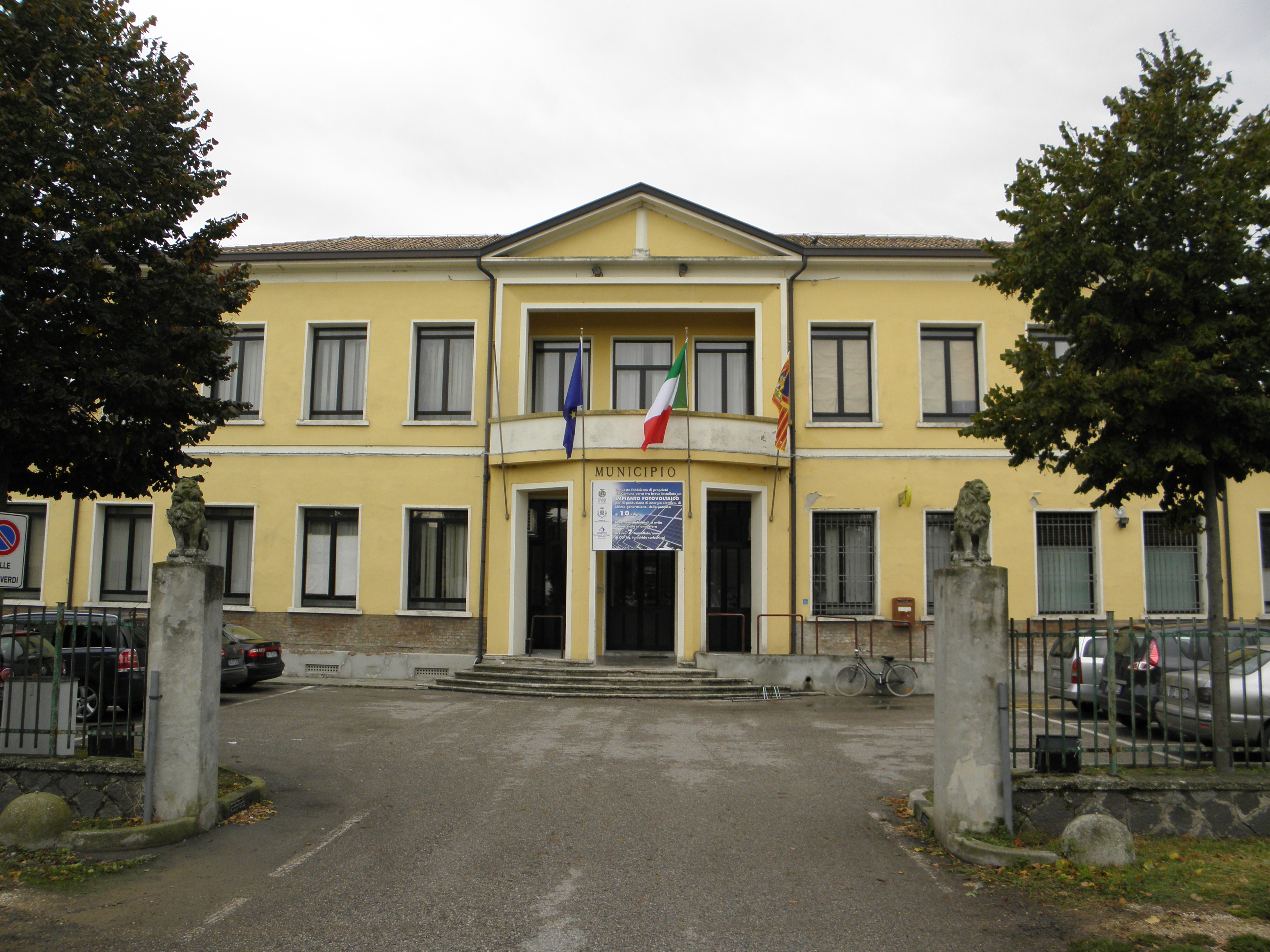
Rathaus von Villanova Marchesana

Villanova Marchesana ist eine nordostitalienische Gemeinde (comune) mit 892 Einwohnern (Stand 31. Dezember 2023) in der Provinz Rovigo in Venetien. Die Gemeinde liegt etwa 13 Kilometer südöstlich von Rovigo am Po in der Polesine und grenzt unmittelbar an die Provinz Ferrara (Emilia-Romagna).

## Persönlichkeiten
- Max Tosi (1913–1988), ladinischer Dichter